# Trần Khả Tân
Trần Khả Tân (tiếng Trung: 陳可辛; tiếng Anh: Peter Ho-sun Chan; sinh ngày 28 tháng 11 năm 1962) là một nam nhà làm phim người Hồng Kông. 
Ông được biết tới nhiều nhất qua các tác phẩm có chất lượng nghệ thuật cao và ăn khách mà nổi bật là Điềm mật mật và Đầu danh trạng, hai tác phẩm này đã đem lại cho ông cả hai giải đạo diễn xuất sắc nhất và phim hay nhất tại Giải thưởng Điện ảnh Hồng Kông.

## Tiểu sử
Trần Khả Tân sinh ngày 28 tháng 11 năm 1962 tại Hồng Kông, có nguyên quán gốc ở Quảng Đông, Trung Quốc. Sau khi tốt nghiệp trung học ở đây, ông sang Mỹ để theo học trường điện ảnh của Đại học California, Los Angeles. 

## Sự nghiệp điện ảnh
Trần Khả Tân tới Hồng Kông năm 1983 và bắt đầu sự nghiệp điện ảnh trong vai trò trợ lý cho các bộ phim của Thành Long và Ngô Vũ Sâm. Năm 1991 Trần Khả Tân đạo diễn bộ phim đầu tay, Song thành cố sự (雙城故事), tác phẩm này đã đem lại cho Tăng Chí Vĩ, diễn viên chính của phim, Giải thưởng Điện ảnh Hồng Kông cho diễn viên nam chính xuất sắc nhất, Tăng Chí Vĩ về sau còn hợp tác với Trần Khả Tân trong nhiều bộ phim khác.
Đầu thập niên 1990, ông thành lập hãng phim riêng và tham gia sản xuất một số bộ phim ăn khách như Jan Dara (2001) hay bộ ba phim Kiến quỷ (見鬼, 2002), Kiến quỷ 2 (見鬼2, 2004) và Kiến quỷ 10 (見鬼10, 2002) của hai đạo diễn người Thái Lan gốc Singapore Bành Thị huynh đệ. Ông được chỉ định làm giám đốc sản xuất của phiên bản Kiến quỷ do Hollywood làm lại là The Eye (2008) (đáng tiếc lại không thành công như mong đợi). Trước đó ông từng sang Hollywood đạo diễn bộ phim tiếng Anh The Love Letter, đây là một tác phẩm lãng mạn có sự tham gia của Kate Capshaw, Ellen DeGeneres và Tom Selleck. Năm 2000 Trần Khả Tân tham gia đồng sáng lập hãng phim Applause Pictures, công ty chuyên tập trung đầu tư cho các bộ phim của điện ảnh châu Á.
Tài năng đạo diễn của Trần Khả Tân bắt đầu được chú ý sau bộ phim Kim chi ngọc diệp (金枝玉葉) do ông thực hiện năm 1994, một bộ phim tình cảm pha chút hài hước với các ngôi sao Trương Quốc Vinh, Viên Vịnh Nghi, Mai Diễm Phương, tác phẩm này đã đem lại cho Trần Khả Tân đề cử Đạo diễn xuất sắc nhất thứ hai ở Giải thưởng Điện ảnh Hồng Kông, ông có đề cử đầu tiên với bộ phim Phong trần tam hiệp (風塵三俠) mà Trần đạo diễn chung với Lý Chí Nghị. Năm 1996 Trần Khả Tân cho ra đời bộ phim xuất sắc Điềm mật mật (甜蜜蜜), đây tiếp tục là một phim tình cảm lãng mạn với sự tham gia của Trương Mạn Ngọc và Lê Minh. Tác phẩm này đã lập kỉ lục về số giải thưởng ở Giải thưởng Điện ảnh Hồng Kông với 9 chiến thắng trong đó riêng Trần Khả Tân có hai chiến thắng ở hạng mục Phim hay nhất và Đạo diễn xuất sắc nhất. 
Cũng trong năm này ông đạo diễn phần tiếp theo của Kim chi ngọc diệp là Kim chi ngọc diệp 2 (金枝玉葉II) rồi ngừng đạo diễn ở Hồng Kông tới 6 năm trước khi quay trở lại bằng một trong ba phần của bộ phim kinh dị Tam canh (三更, 2002), một tác phẩm của bộ ba đạo diễn châu Á Trần Khả Tân, Nonzee Nimibutr và Kim Ji Woon. Phần do Trần Khả Tân thực hiện, Hồi gia (回家) sau đó đã được trao hai giải Kim Mã cho vai nam chính (Lê Minh) và quay phim (Christopher Doyle) cùng Giải thưởng Điện ảnh Hồng Kông Diễn viên mới xuất sắc nhất cho Nguyên Lệ Kì. Năm 2005, ông thử nghiệm thể loại phim ca nhạc với tác phẩm Nếu như yêu (如果·愛), đây là một bộ phim có kinh phí lớn với dàn diễn viên tên tuổi Trương Học Hữu, Kaneshiro Takeshi và Chu Tấn. Đây là tác phẩm được Liên hoan phim Venezia lựa chọn cho buổi chiếu bế mạc và cũng là đại diện của Hồng Kông dự tranh Giải Oscar cho phim ngoại ngữ hay nhất. 
Hai năm sau Nếu như yêu, ông tiếp tục thử nghiệm một đề tài mới, phim dã sử, bằng bộ phim Đầu danh trạng (投名狀). Đây là một tác phẩm nói về tình anh em chuyển sang lòng thù hận của ba anh em kết nghĩa (do Kaneshiro Takeshi, Lưu Đức Hoa và Lý Liên Kiệt thủ vai) trong bối cảnh chiến tranh thời Thái Bình Thiên Quốc cuối nhà Thanh. Được đầu tư với kinh phí rất lớn, Đầu danh trạng sau khi công chiếu đã thành công cả về doanh thu và nghệ thuật, bộ phim giành tới 8 Giải thưởng Điện ảnh Hồng Kông, chỉ kém 1 giải so với kỉ lục do Điềm mật mật, một phim khác của chính Trần Khả Tân, nắm giữ. Cũng như Điềm mật mật, Đầu danh trạng đã đem về cho Trần Khả Tân cả hai Giải thưởng Điện ảnh Hồng Kông cho phim hay nhất và đạo diễn xuất sắc nhất.
Từ thập niên 2010, Khả Tân cho ra mắt các tác phẩm khác như Thập nguyệt vi thành, Võ hiệp, Trung Quốc hiệp hỏa nhân, Con yêu quý hay gần đây là Chào em, Chi Hoa. Gần đây hơn, ông đã cho ra mắt tác phẩm tiểu sử Đoạt quán (2020), kể về hành trình giành huy chương vàng Olympic 2016 của các cô gái Đội tuyển bóng chuyền nữ Trung Quốc.